# Louis Braille

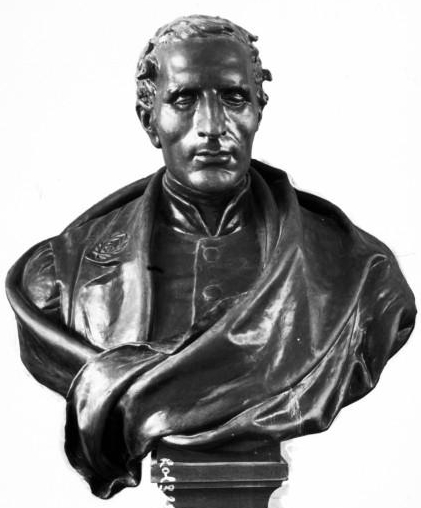
Louis Braille

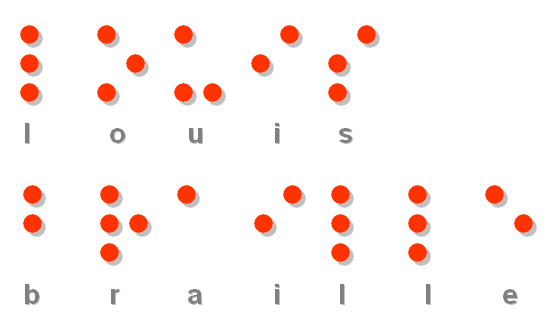
Louis Braille in braille

Louis Braille (Coupvray bij Parijs, 4 januari 1809 – Parijs, 6 januari 1852) was de ontwerper van het brailleschrift, een lees- en schrijfsysteem voor blinden. Zelf was hij op driejarige leeftijd blind geworden toen hij zichzelf per ongeluk met een priem in een oog stak. De hierdoor ontstane infectie veroorzaakte ook blindheid in zijn andere oog.

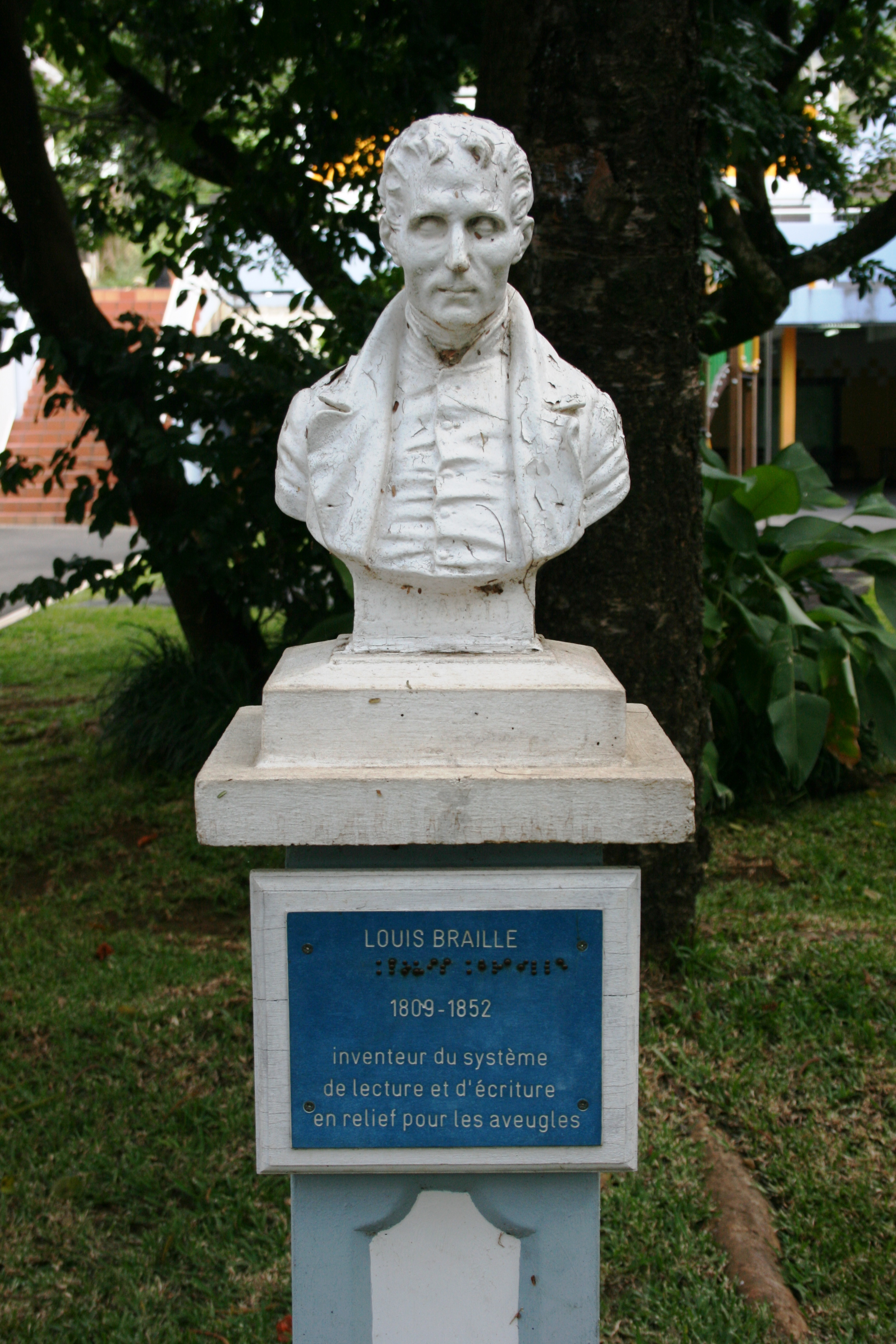
De begraafplaats van Louis Braille

In 1819 ging Braille naar het Nationaal Instituut voor Blinde Kinderen in Parijs, waar hij al spoedig vernam dat er in datzelfde jaar een speciaal 'nachtschrift' was ontwikkeld door een artillerieofficier in het Franse leger, Charles Barbier. Dit schrift was een methode om 's nachts boodschappen over te brengen aan het front. Daarbij werd een raster van 12 punten gebruikt, waarop in reliëf codes werden aangebracht die in het donker voelbaar waren. Zeer waarschijnlijk heeft dit Louis Braille op het idee gebracht twee jaar later iets dergelijks voor blinden te ontwikkelen.
Toen Braille vijftien jaar oud was, kwam hij met een eerste opzet voor een blindenschrift en in 1829, op zijn twintigste, had hij het volledig ontwikkeld tot een bruikbare methode. Hij had het twaalfpuntssysteem vervangen door een minder ingewikkeld zespuntssysteem en er een bepaalde logica in aangebracht waardoor behalve letters en hoofdletters ook leestekens, cijfers, tweeklanken en andere aanduidingen gebruikt konden worden. In 1873 werd het eerste boek in braille gedrukt: 'De geschiedenis van Frankrijk' in drie dikke banden.

Louis Braille overleed in 1852, 43 jaar oud, aan tuberculose. Hij werd begraven in Coupvray, maar in 1952 werden zijn stoffelijke resten overgebracht  naar het Panthéon in Parijs, waar alle grote Franse helden liggen begraven.

## Erkenning
Zijn medeleerlingen begonnen het meteen te gebruiken, maar pas in 1854, twee jaar na zijn dood, werd het brailleschrift officieel door het Instituut erkend als volwaardige lees- en schrijftaal voor blinden. Nog altijd wordt het wereldwijd door en voor blinden toegepast. Naderhand zijn ook een brailleschrift voor muziek, wiskunde en tekstverwerking op de computer ontwikkeld. Ook bestaat er voor geoefende braillelezers een soort stenografie in braille, het z.g. 'Kortschrift in graden'.

## Munten
- In 2009 werd er een Belgische en Italiaanse herdenkingsmunt ter waarde van twee euro geslagen voor Louis Braille, omdat hij 200 jaar geleden geboren was.

- Bibsys: 2069123
- Biblioteca Nacional de España: XX864829
- Bibliothèque nationale de France: cb11958679r (data)
- Catàleg d'autoritats de noms i títols de Catalunya: 981058614925906706
- Gemeinsame Normdatei: 11916258X
- International Standard Name Identifier: 0000 0000 7358 5426
- Library of Congress Control Number: n50065102
- Nationale Bibliotheek van Letland: 000284732
- MusicBrainz: 7fc0e54e-dfe5-42a0-ae88-b92d8d73ce75
- National Central Library: 002759488
- Bibliotheek van het Japanse parlement: 00620418
- Nationale Bibliotheek van Tsjechië: nlk20020107423
- Nationale bibliotheek van Australië: 36022471
- Nationale Bibliotheek van Israël: 987007447291705171
- Nationale Bibliotheek van Polen: a0000001264982
- Nationale en Universitaire bibliotheek Zagreb: 000468504
- Nederlandse Thesaurus van Auteursnamen: 069572100
- Istituto Centrale per il Catalogo Unico: UM1V019862
- SNAC: w6jt0f7k
- Système universitaire de documentation: 027576221
- Semantic Scholar: 2032596777
- Trove: 1189829
- Virtual International Authority File: 815771
- WorldCat: E39PBJgXgVmmfmC4WGQrkQX68C

1791: Honoré Gabriel de Riqueti, graaf van Mirabeau · Voltaire · 
1793: Louis-Michel Lepeletier de Saint-Fargeau · Auguste Marie Henri Picot de Dampierre · 
1806: François Denis Tronchet · Claude-Louis Petiet ·
1807: Jean-Baptiste-Pierre Bevière · Louis-Joseph-Charles-Amable d'Albert de Luynes · Jean-Étienne-Marie Portalis · Louis-Pierre-Pantaléon Resnier · 1808: Antoine-César de Choiseul-Praslin · Jean-Frédéric Perregaux · Jean-Pierre Firmin Malher · Pierre Jean Georges Cabanis · François Barthélemy Beguinot ·
1809: Girolamo Luigi Durazzo · Jean-Baptiste Papin · Joseph-Marie Vien · Pierre Garnier de Laboissière · Justin Bonaventure Morard de Galles · Jean-Pierre Sers · Emmanuel Crétet ·
1810: Louis Charles Vincent Le Blond de Saint-Hilaire · Jean Lannes · Giovanni Battista Caprara · Charles Pierre Claret de Fleurieu · Jean-Baptiste Treilhard ·
1811: Nicolas Marie Songis des Courbons · Charles Erskine de Kellie · Alexandre-Antoine Hureau de Sénarmont · Michel Ordener · Louis Antoine de Bougainville · Ippolito Antonio Vincenti-Mareri · 
1812: Jan Willem de Winter · Jean Marie Pierre Dorsenne · Auguste Jean-Gabriel de Caulaincourt · 
1813: Joseph-Louis Lagrange · Jean-Ignace Jacqueminot · Hyacinthe-Hughes Timoléon de Cossé-Brissac · Justin de Viry · Jean Rousseau · Frédéric Henri Walther · 
1814: Jean-Nicolas Démeunier · Jean Louis Ébenezel Reynier · Claude Ambroise Régnier · 
1815: Claude Juste Alexandre Legrand · Antoine-Jean-Marie Thévenard ·
1829: Jacques-Germain Soufflot ·
1885: Victor Hugo ·
1889: Théophile Malo Corret de La Tour d'Auvergne · Lazare Carnot · Jean-Baptiste Baudin · François Séverin Marceau ·
1894: Marie François Sadi Carnot ·
1907: Marcellin Berthelot ·
1908: Émile Zola ·
1920: Léon Gambetta ·
1924: Jean Jaurès ·
1933: Paul Painlevé ·
1948: Paul Langevin · Jean Perrin ·
1949: Félix Éboué · Victor Schoelcher ·
1952: Louis Braille ·
1964: Jean Moulin ·
1987: René Cassin ·
1988: Jean Monnet ·
1989: Henri Grégoire · Gaspard Monge · Nicolas de Condorcet ·
1995: Marie Curie · Pierre Curie ·
1996: André Malraux ·
2002: Alexandre Dumas père ·
2018: Simone Veil en haar man